# ۶۱۳ فرمان تورات

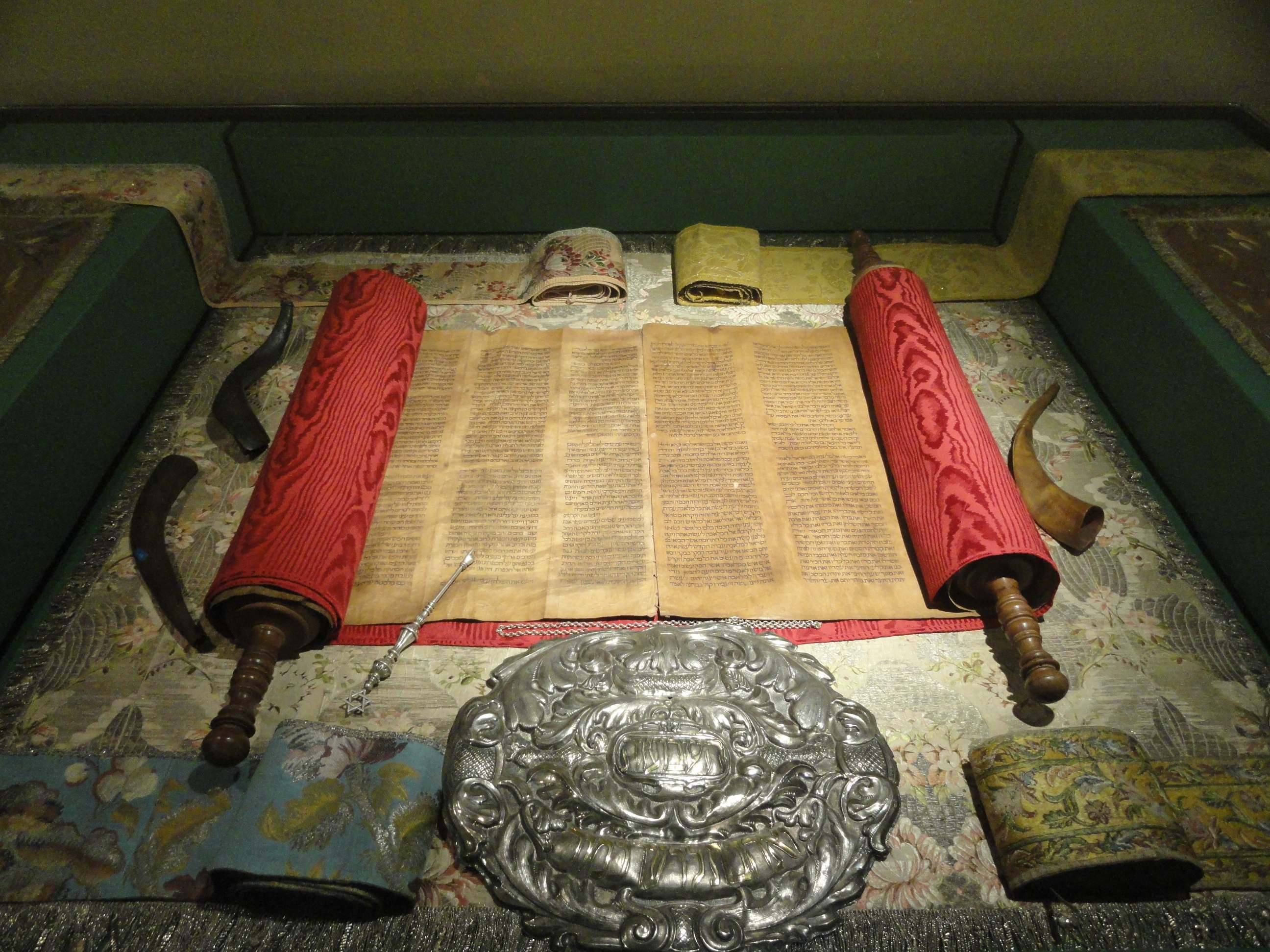
طومار چرمی تورات

۶۱۳ فرمان تورات (عبری: תרי"ג מצוות‎، آوانگاری: taryag mitzvot) (به عنوان شریعت موسی نیز شناخته می‌شود) اولین بار در قرن سوم پس از میلاد ثبت شده‌است، زمانی که خاخام سیملای آن را در خطبه ای ذکر کرد که در تلمود مکوت 23b ثبت شده‌است.
احکام ۶۱۳ شامل «احکام مثبت»، انجام یک عمل (میتزوت عاصح) و «احکام سلبی»، پرهیز از برخی اعمال (میتزوت لو تعاصح) است. احکام منفی شماره ۳۶۵ که مصادف با تعداد روزهای سال اعتدالی است و شماره احکام مثبت ۲۴۸ حکم است که عددی منسوب به تعداد استخوان‌ها و اعضای اصلی بدن انسان است.
اگرچه شماره ۶۱۳ در تلمود ذکر شده‌است، اما اهمیت واقعی آن در ادبیات خاخام‌های قرون وسطی بعدی، از جمله بسیاری از آثار فهرست‌شده یا تنظیم‌شده توسط mitzvot افزایش یافت. مشهورترین آنها، شمارش ۶۱۳ فرمان توسط ابن میمون بود.